# Петри, Михала
Михала Петри (дат.  Michala Petri, 7 июля 1958, Копенгаген) — датская флейтистка, блокфлейтистка, крупнейший мастер игры на этом инструменте, признанная одним из ведущих мастеров игры на этом инструменте. Она внесла огромный вклад в популяризацию блокфлейты как академического инструмента, демонстрируя её возможности в различных музыкальных жанрах, включая барочную, классическую и современную музыку.

## Биография
Дочь скрипача и пианистки, начала играть на блокфлейте в три года. Её дебют как солистки состоялся в концертном зале копенгагенского парка Тиволи в 1969.
Муж — гитарист и лютнист Ларс Ханнибал (р. 1951).

## Творческие контакты
Играла с оркестром Н. Марринера Академия Святого Мартина в полях, Английским камерным оркестром, выступала со многими известными исполнителями и дирижёрами (Клаудио Аббадо, Х.Холлигер, Д.Голуэй, Г. Кремер, Ю. Башмет, Сальваторе Аккардо, Кит Джаррет, Пинхас Цукерман, Мануэль Барруэко и др.). Ей посвящали сочинения многие современные композиторы Европы и США.
Записала несколько дисков с матерью, пианисткой Ханной Петри и братом Давидом, скрипачом (трио Петри).

## Репертуар
В репертуаре флейтистки, записавшей свыше 40 дисков, — Вивальди, Альбинони, Бах, Телеман, Гендель, Моцарт, Саммартини, Бетховен, Вебер, Григ, Сарасате, Сати, Равель, Вилла-Лобос, Пьяццола, Пер Нёргор, Жуан Алберт Амаргос, Артём Васильев и др.

## Признание
Орден Данеброг (1995), музыкальная премия Северного Совета (1997), премия Леони Соннинг (2000), премия ЭХО-Классик (2002), премия Грэмми (2007, за исполнение Северного концерта Ж. А. Амаргоса) и многие другие награды.